# Маслово (Палкінський район)
Маслово (рос. Маслово) — присілок в Палкінському районі Псковської області Російської Федерації.
Населення становить 15 осіб. Входить до складу муніципального утворення Качановська волость.

## Історія
Від 2015 року входить до складу муніципального утворення Качановська волость.

## Населення
| 2001 | 2002 | 2010 | 2013 | 2016 |
| ---- | ---- | ---- | ---- | ---- |
| 15   | ↘11  | →11  | ↗18  | ↘15  |